# 부리키 원
《부리키 원》는 SNK가 제작한 1999년 3D 아케이드 대전 격투 게임이다. SNK의 3D 그래픽 전용 아케이드 기판인 하이퍼 네오지오 64로 발매된 일곱 번째이자 마지막 게임이다.

## 반응
일본 잡지 게임 머신 1999년 6월 15일자에서 《부리키 원》을 그 해 가장 성공적인 아케이드 게임으로 선정했다.

## 관련 게임
- 《용호의 권》: 등장인물 료 사카자키가 데뷔한 시리즈.
- 《더 킹 오브 파이터즈》: 주인공 가이 텐도는 콘솔판 《더 킹 오브 파이터즈 '99》 및 아케이드 《더 킹 오브 파이터즈 2000》에서 스트라이커로 등장하며, 이후 《더 킹 오브 파이터즈 XI》에서 가이와 질버가 숨겨진 플레이어 캐릭터로 등장한다.

## 참조
1. ↑  전체 제목 《부리키 원: 월드 그래플 토너먼트 '99 인 도쿄》(영어: Buriki One: World Grapple Tournament '99 in Tokyo)